# Рюбзам, Вольфганг
Вольфганг Рюбзам (нем. Wolfgang Friedrich Rübsam; род. 16 октября 1946, Гисен) — немецко-американский органист и пианист, педагог. С 2005 года гражданин США.
В 1963—1967 годах учился игре на органе у Эриха Аккермана в Фульде, затем продолжил обучение во Франкфуртской высшей школе музыки у Хельмута Вальхи, брал также уроки у Мари Клер Ален. Лауреат органных конкурсов в Форт-Уэйне и Шартре.
В 1974—1997 годах профессор органа и церковной музыки в Северо-Западном университете в США. Одновременно с 1981 года штатный органист Чикагского университета. В 1997—2010 годах профессор органа в Саарской высшей школе музыки. Одновременно в 1998—2003 годах штатный органист Университета Лоуренса в американском городе Аплтон.
Рюбзам известен как исключительно плодовитый записывающийся органист (часть записей сделана им в собственной домашней студии). Он дважды записал полное собрание органных сочинений Иоганна Себастьяна Баха, по одному разу — все органные произведения Дитриха Букстехуде, Феликса Мендельсона, Йозефа Райнбергера, Сезара Франка и Луи Вьерна. Среди других органных записей Рюбзама — также авторы различных стилей, стран и эпох, от Иоганна Пахельбеля до Оливье Мессиана. Множество сочинений Баха Рюбзам также записал на фортепиано, а некоторые — на лютневом клавесине. В общей сложности Рюбзамом выпущено около 130 записей, большинство из них — лейблом Naxos.
Помимо музыкальной карьеры Рюбзам получил в США диплом парикмахера и некоторое время держал собственный парикмахерский салон сперва в американском городе Валпарейзо, а затем в Саарбрюкене.